# 鈴木祥一
鈴木 祥一（すずき よういち）は、日本の官僚。会計検査院第2局長。

## 人物
茨城県出身。1988年、東京農工大学大学院卒業、会計検査院入省。衆議院出向を経て、2022年12月22日より会計検査院第2局長。2023年4月岐阜県代表監査委員。